# Аулетта, Кен
Кен Аулетта (англ. Ken Auletta; 23 апреля 1942, Бруклин, Нью-Йорк) — американский писатель, журналист и информационный критик журнала The New Yorker. Отец американец-итальянец, мать американка-еврейка. Автор десяти книг.
Живёт в Манхэттене.